# Número primo de Higgs
Un número primo de Higgs, denominado así en referencia a Denis Higgs (1932-2011), es un número primo con un totiente (el propio número primo menos uno) que divide uniformemente el cuadrado del producto de los primos de Higgs más pequeños (este criterio se puede generalizar a cubos, cuartas potencias, o a cualquier potencia entera mayor). Para expresarlo algebraicamente, dado un exponente a, un primo de Higgs Hpn satisface que
{\displaystyle \phi (Hp_{n})|\prod _{i=1}^{n-1}{Hp_{i}}^{a}{\mbox{and }}Hp_{n}>Hp_{n-1}}
donde Φ(x) es la función φ de Euler.
Para los cuadrados, los primeros primos de Higgs son 2, 3, 5, 7, 11, 13, 19, 23, 29, 31, 37, 43, 47, ... (sucesión A007459 en OEIS). Entonces, por ejemplo, 13 es un primo de Higgs porque el cuadrado del producto de los primos de Higgs más pequeños es 5336100, y dividido por 12 es 444675. Pero 17 no es un primo de Higgs porque el cuadrado del producto de los primos más pequeños es 901800900, que deja un resto de 4 al dividirlo por 16.
A partir de la observación de los primeros números primos de Higgs para cuadrados hasta séptimas potencias, parecería más compacto enumerar aquellos números primos que no son números primos de Higgs:
| Exponente | 75 primo de Higgs | No primos de Higgs por debajo del primo de Higgs 75 |
| --------- | ----------------- | --- |
| 2         | 797               | 17, 41, 73, 83, 89, 97, 103, 109, 113, 137, 163, 167, 179, 193, 227, 233, 239, 241, 251, 257, 271, 281, 293, 307, 313, 337, 353, 359, 379, 389, 401, 409, 433, 439, 443, 449, 457, 467, 479, 487, 499, 503, 521, 541, 563, 569, 577, 587, 593, 601, 613, 617, 619, 641, 647, 653, 673, 719, 739, 751, 757, 761, 769, 773 |
| 3         | 509               | 17, 97, 103, 113, 137, 163, 193, 227, 239, 241, 257, 307, 337, 353, 389, 401, 409, 433, 443, 449, 479, 487 |
| 4         | 409               | 97, 193, 257, 353, 389 |
| 5         | 389               | 193, 257 |
| 6         | 383               | 257 |
| 7         | 383               | 257 |

La observación revela además que un número de Fermat (de la forma {\displaystyle 2^{2^{n}}+1}) no puede ser un primo de Higgs para la a-ésima potencia si a es menor que 2n.
No se sabe si hay infinitos números primos de Higgs para cualquier exponente a mayor que 1. La situación es bastante diferente para a = 1. Solo hay cuatro: 2, 3, 7 y 43 (una secuencia sospechosamente similar a la sucesión de Sylvester).Burris y Lee (1993) descubrieron que alrededor de una quinta parte de los números primos por debajo de un millón son números primos de Higgs y concluyeron que incluso si la secuencia de números primos de Higgs para los cuadrados es finita, "una enumeración por computadora no es factible".